# Abhishek Nain
Abhishek Nain, född den 15 augusti 1999, är en indisk landhockeyspelare.

## Karriär
Abhishek Nain debuterade i det indiska landslaget i landhockey år 2002. Han ingick i det indiska landhockeylag som tog brons vid OS 2024.